# Рашен-Ривер
Рашен-Ривер (англ. Russian River — русская река) — река на Тихоокеанском побережье США. Площадь бассейна 3846 км², годовой сток — около 2 км³, длина реки — 177 км, что делает её второй по длине (после Сакраменто) рекой области залива Сан-Франциско. Расход воды — 64 м³/с.

## Течение
Стекает с хребта Мендосино, принадлежащего системе Береговых хребтов в северной Калифорнии. Протекает через округа Мендосино и Сонома, впадает в Тихий океан.
Построенной на реке в 1958 году плотиной образовано искусственное озеро Мендосино, популярное место отдыха.
В своем нижнем течении с весны до осени Рашен-Ривер — спокойная река и является популярным местом отдыха. Зимой река опасна, течение становится бурным (с расходом воды до 2888 м³/с), а вода — грязной.

## История
Река была известна среди южных индейцев помо как Ashokawna, «вода на востоке», и как Bidapte, «большая река».
В 1808—1809 и 1811 годах Российско-американская компания снарядила две экспедиции под началом служащего компании лейтенанта Ивана Кускова с целью найти место для сельскохозяйственного поселения. Иван Кусков исследовал район залива Румянцева (ныне залив Бодега) и весной 1812 года в 30 километрах к северу от залива и в 15 километрах к северу от устья реки основал крепость Росс. Река получила название «Славянка», которое было зафиксировано на карте Российско-американской компании в 1817 году. В 1823 году управляющим селением Росс К. И. Шмидтом была организована байдарочная экспедиция вверх по реке под руководством промышленника Якова Дорофеева.
К 1830-м годам в окрестностях крепости Росс было основано три русских ранчо, в том числе ранчо Петра Костромитинова на южном берегу реки Славянка, предположительно у ручья Willow Creek (археологи продолжают поиски ранчо). Было крупнейшим из трёх и включало в себя большой комплекс зданий: хозяйский дом, дом для индейских работников, молотилка, амбар, пекарня, кузница, бани, загон для скота, табачный склад, винный погреб. Основой хозяйства было выращивание пшеницы.
С 1827 река получила у испанцев название исп. San Ygnacio, а в 1843 она появилась на испанских картах как исп. Rio Grande.
После продажи земель колонии в 1841 году калифорнийцу Джону Саттеру и ухода русских поселенцев река получила своё нынешнее название.